# Франко Скилари
Франко Скилари (на испански: Franco Squillari) е аржентински тенисист. 

## Биография
Франко Скилари е роден на 22 август 1975 г. в Буенос Айрес, Аржентина.

## Кариера
Франко Скилари печели три титли на сингъл, достига до полуфинал на Откритото първенство на Франция през 2000 г., като побеждава Александър Поуп, Иржи Ванек, Карол Кучера, Юнес Ел Айнауи и бъдещия шампион Алберт Коста, преди да загуби от Магнус Норман. Постига най-високо класиране на сингъл, като номер 11 в света.
Той е един от малкото тенисисти, които имат перфектен резултат от 100% срещу Роджър Федерер, като го побеждава два пъти, през 2001 и 2003 г.
Франко Скилари се оттегля от професионалния тур през 2005 г.

## Кариерна статистика

### ATP финали (3 титли; 6 финала)
|        | П–З | Година | Турнир               | Клас           | Настилка | Опонент        | Резултат                |
| ------ | --- | ------ | -------------------- | -------------- | -------- | -------------- | ----------------------- |
| Загуба | 0–1 | 1997   | Гран При Хасан Втори | Световни серии | Клей     | Хишам Арази    | 6–3, 1–6, 2–6           |
| Загуба | 0–2 | 1998   | Сицилия Оупън        | Световни серии | Клей     | Мариано Пуерта | 3–6, 2–6                |
| Победа | 1–2 | 1999   | Баварски шампионат   | Световни серии | Клей     | Андрей Павел   | 6–4, 6–3                |
| Победа | 2–2 | 2000   | Баварски шампионат   | Международни   | Клей     | Томи Хаас      | 6–4, 6–4                |
| Победа | 3–2 | 2000   | Щутгарт Оупън        | Межд. Голд     | Клей     | Гастон Гаудио  | 6–2, 3–6, 4–6, 6–4, 6–2 |
| Загуба | 3–3 | 2002   | Ориндж Варшава Оупън | Международни   | Клей     | Хосе Акасусо   | 6–2, 1–6, 3–6           |